# بايتون (شركة)
بايتون (بالإنجليزية: Byton)‏ هي شركة صينية-ألمانية تهدف لإنتاج سيارات كهربائية، تأسست الشركة في 2017 ومدرجة في هونغ كونغ.